# Nerven (Film)
Nerven ist der Titel eines Stummfilmdramas, das Robert Reinert im Jahre 1919 nach einem eigenen Drehbuch realisierte und auch in seiner eigenen Firma Robert Reinert Monumental-Film-Werk GmbH, Berlin produzierte. Die Studioaufnahmen fanden im Atelier der Transatlantic-Film-Comp., München-Nymphenburg, die Außenaufnahmen im Schloß Nymphenburg  und in der Vorstadt Au in München, im Allgäu und am Königssee statt. An der Kamera stand Helmar Lerski. Unter den Darstellern waren Erna Morena und Eduard von Winterstein.

## Handlung
Deutschland am Ende des Ersten Weltkrieges: „Der Zündstoff, den Krieg und Not im Menschen erzeugt“ haben, wird als „nervöse Epidemie“ dargestellt, „die die Menschen befallen hat und zu allerhand Taten und Schuld treibt“.
Geschildert werden die Schicksale verschiedener Personen aus unterschiedlichen sozialen Schichten: der Fabrikant Roloff, der seinen Glauben an den technischen Fortschritt verloren hat, der Lehrer Johannes, der in Volksversammlungen soziale Reformen fordert, und Marja, die – sich zur Revolutionärin wandelnd – zum bewaffneten Kampf gegen die Herrschenden aufruft.
„Die junge Marja steht kurz vor ihrer Hochzeit mit Richard, liebt aber eigentlich seit ihrer Kindheit den Lehrer Johannes, der sich zu einer Art Sprachrohr des gebrandmarkten Volkes aufgeschwungen hat und soziale Reformen fordert; als er ihre Liebe ablehnt, die er zwar erwidert, aber nicht mit seinem biblischen Kodex vereinbaren kann, nimmt sie Rache, indem sie ihn der Vergewaltigung bezichtigt. Ihr Bruder, der Fabrikbesitzer Roloff, der seinen Glauben an den technischen Fortschritt längst aufgegeben hat, schwört vor Gericht, er habe den Übergriff beobachtet: Seine Psyche ist längst von Krieg und Zerstörung gezeichnet, bald wird er ganz dem Wahn verfallen. Später nimmt Marja den Vorwurf zurück und wird zur Anführerin einer revolutionären Gruppe: Sie möchte an Johannes' Ideologie anknüpfen, ersetzt seine pazifistischen Ansätze aber durch Waffengewalt. Am Ende verfällt selbst Roloffs Frau, bis dahin die einzige Person, die man als unberührt wahrnahm, dem Irrsinn: Sie zündet Johannes' Haus an und tötet damit seine blinde Schwester, anschließend geht sie ins Kloster, um Buße zu tun.“ 

## Rezeption
Der Film wurde in seiner Originalfassung mit 6 Akten (= 2637 Meter) im Dezember 1919 von der Zensur in Bayern mit Jugendverbot belegt. Die von der Filmprüfstelle Berlin unter der Zensur-Nr. B.738  genehmigte Verleihfassung vom 15. November 1920 hatte nur noch 2054 Meter.
Seine Uraufführung fand im Dezember 1919 in den Kammerlichtspielen in München statt.
In Berlin wurde er am 22. Januar 1920 im repräsentativen Premierentheater Marmorhaus am Kurfürstendamm uraufgeführt.
Er wurde durch die Firma Süddeutsches Filmhaus verliehen, die zum bayerischen Emelka-Konzern gehörte.
Nerven wurde besprochen von Heinz Schmid-Dimsch in Der Film 52/1919, Berlin 28. Dezember 1919 und von Hans Wollenberg in der Lichtbild-Bühne  4/1920, Berlin 24. Januar 1920; Viktor Klemperer, der den Film in den Münchener Kammerlichtspielen in der Kaufingerstraße sah, hat in seinem Tagebuch am 6. Januar 1920 seine Eindrücke notiert. Er fand, man habe den Film „mit einer besonderen (schauerlichen) Musik versehen“.

## Kritiken
„Nerven  versucht etwas gar holprig, Melodrama und Gesellschaftsanalyse unter einen Hut zu bringen – doch der Inhalt ist hier, so analysierfreudig er auch wirken mag, nur der Aufhänger. Deutlich schwerer wiegt die Präsentation, und die ist enorm faszinierend. Der gebürtige Österreicher Robert Reinert (1872–1928) schuf einen der ersten expressionistischen deutschen Stummfilme, was ganz besonders die virtuose Eingangssequenz mit ihrer mutigen Montage klarmacht. Danach nimmt der Plot etwas konventionellere Züge an, doch stets sind die Bilder von eindrücklicher Natur.“
„Der Film soll gleich mehrere Münchner in den Wahnsinn getrieben haben, bis der Polizeipräsident höchstpersönlich eingriff und Reinerts düster delirierendes Drama um den Verfall einer Industriellenfamilie der Zensurbehörde übergeben ließ.  Seinen künstlerischen Höhepunkt erreichte der radikale, den Ideen Oswald Spenglers nahestehende Reinert ausgerechnet 1918/19, als Deutschland immer tiefer im Chaos der letzten Kriegsmonate und der aufkommenden Revolution versank“.
„Die Eingangssequenz des Films ist ein frühes Meisterwerk der Montagekunst und wirkt ungemein modern: Sie entwirft ein Panorama des Verfalls und des Wahnsinns, einschließlich der für das Entstehungsjahr 1919 extrem gewagten Bilder von Gewalt und Nacktheit, immer wieder durchbrochen von dem Wort ,Nerven‘, mal zwischentitelartig eingeblendet, mal das Geschehen unterminierend; Robert Reinerts Eröffnung mit ihrer dramaturgischen Einbeziehung von Schrift und ihrer enormen Stilisierung nimmt im Grunde schon Sergej M. Eisenstein vorweg...“.

## Wiederveröffentlichung
Stefan Drößler vom Filmmuseum München hat Robert Reinerts von der Zensur verstümmelten Filmklassiker, der Elemente des expressionistischen Stummfilms der 20er Jahre vorwegnimmt und ein einzigartiges Zeitdokument darstellt, 2009 aufwendig rekonstruiert. Zur Verfügung stand ihm dazu Material aus folgenden Quellen:
1. Gosfilmfond Moskau: mit 1.646 Metern längste erhaltene Kopie, eine um Revolutionsszenen und Straßenschlachten gekürzte Fassung der Berliner Version, die selbst bereits Umschnitte, Kürzungen und den Verlust der „lebenden Zwischentitel“ in Kauf nehmen musste.
2. Library of Congress: Filmfragment NERVES, 777 Meter lang, viragiert und getont, dem Münchener Original am nächsten.
3. Bundesfilmarchiv in Berlin: 65 Meter, ebenfalls viragiert und getont.[13]

Der Essener Pianist Joachim Bärenz hat dazu eine neue Musikbegleitung erstellt. Der Film ist als DVD zusammen mit einem Booklet mit Essays zum Film von Jan-Christopher Horak, Stefan Drößler und David Bordwell in der Edition Filmmuseum erschienen.